# Chambre de commerce et d'industrie de la Corrèze
La chambre de commerce et d'industrie de la Corrèze est issue de la fusion de la chambre de commerce et d'industrie du pays de Brive et de chambre de commerce et d'industrie de Tulle et Ussel. Elle comprend trois sites situés à Tulle (siège), Brive-la-Gaillarde et Ussel. Elle est l'une des quatorze chambres de commerce et d'industrie de la chambre de commerce et d'industrie de région Nouvelle-Aquitaine.
Comme toutes les CCI, elle est un organisme chargé de représenter les intérêts des entreprises commerciales, industrielles de son territoire ; elle est placée sous la tutelle du préfet du département représentant le ministère de l'Économie et des Finances.

## Création
Le décret no 2009-1385 du 11 novembre 2009 crée la chambre de commerce et d'industrie de la Corrèze, née de la fusion de la chambre de commerce et d'industrie du pays de Brive avec la chambre de commerce et d'industrie de Tulle et Ussel.

## Missions
Comme toutes les CCI, la CCI de la Corrèze offre des services aux entreprises, gère des équipements et des centres de formation, dans sa circonscription consulaire : c'est-à-dire le département de la Corrèze.
En particulier :
- soutenir les porteurs de projet dans leur démarche entrepreneuriale ;
- réaliser les formalités des entreprises ;
- accompagner les entreprises dans leurs transformations ;
- accompagner les entreprises à l’international avec Team France Export ;
- transmettre ;
- accompagner le développement des potentiels économiques des territoires ;
- développer et valoriser les compétences avec le campus de formation INISUP.

Fin 2018, la Corrèze comptait 10 500 entreprises inscrites au registre du commerce et des sociétés. La CCI a accueilli 1 500 porteurs de projets, a formé ou accompagné 1 600 personnes par le centre de formation INISUP, et a répondu à 1 700 contacts individuels dans le secteur du commerce, de l'hôtellerie et du tourisme.
Toutefois, début 2020, la présidente de la CCI déclare dans le quotidien La Tribune que la situation financière devient critique compte tenu de la réduction du financement de l'ordre de 75 % en dix ans : « On est au fond de la piscine et on doit mettre un coup de talon pour espérer remonter à la surface. Immanquablement, pour se sortir d'une telle situation. ».

## Présidence
Les présidents successifs de la CCI sont Jean-Louis Nesti (2011-21 novembre 2016) puis Françoise Cayre (depuis le 21 novembre 2016,.

## Effectifs
Fin 2018, la CCI de la Corrèze compte 49 salariés dont 2 à Ussel et une dizaine à Tulle.
En juin 2018, une salariée se suicide sur le site de Brive-la-Gaillarde.

## Pour approfondir